# Giuseppe Cervi
Giuseppe Cervi (Parma, 14 ottobre 1663 – Madrid, 25 gennaio 1748) è stato un medico italiano.
Nato in una famiglia abbiente, studiò nel Collegio dei Gesuiti di Parma. Si interessò alle idee di Cartesio, traendone impulso per studiare a fondo la matematica e la fisica, ma quando si trattò di scegliere gli studi universitari optò per  medicina. Si laureò in tale facoltà all'Università di Parma nel 1685 e iniziò la professione accettando una condotta a Castell'Arquato. Dopo alcuni anni si rese vacante la cattedra di filosofia a Parma e il governo ducale lo chiamò a ricoprirla. 
Dopo la morte del docente di medicina Liberati lo sostituì in tale cattedra. Nel 1713 fu ammesso al Collegio medico di Parma, e alla morte di Pompeo Sacco lo sostituì come professore di medicina. Diventò protomedico della casa ducale, ottenendo il titolo nobiliare di Cavaliere per sé e per i suoi discendenti. 
La sua vita subì una svolta quando Elisabetta Farnese, figlia del duca di Parma Odoardo II Farnese, sposò nel 1714 il re di Spagna Filippo V, chiamandolo a Madrid come suo medico personale. Dopo qualche esitazione accettò l'invito e nel 1717 si trasferì nella capitale spagnola. Da studioso di medicina di una piccola città di provincia si trovò proiettato al centro di una delle più importanti corti europee. Si adattò con grande abilità alla nuova condizione, tanto da diventare nel 1720 protomedico di Castiglia, nel 1724 consigliere del re, e nel 1729, alla morte dell'inglese  J. Higgins, protomedico personale di Filippo V e presidente del protomedicato regio. 
Nel 1734 patrocinò il progetto della fondazione dell'Accademia medica di Madrid, della quale quando si costituì diventò il primo presidente. Per ringraziarlo della sua opera, l'accademia gli dedicò il nome di una pianta scoperta dal botanico catalano Juan Minuart (1693-1768) lungo il fiume Manzanarre, la cerviana (Mollugo cerviana). 
Sempre occupato dagli studi e dagli impegni politici alla corte di Madrid, rimase sempre celibe. Alla sua morte lasciò i suoi cospicui averi, valutati in circa tre milioni e mezzo di piastre, ad una nipote - figlia del fratello Francesco - residente a Parma: la contessa Orsola Cervi, vedova del conte Tarasconi. La sua ricca biblioteca andò invece alla Società medica di Siviglia.
La chiesa di San Pietro Apostolo di Carignano, nei pressi di Parma, fu ricostruita nei primi anni del Settecento grazie a una sua donazione. 
A Parma gli è intitolato "Piazzale Cervi", nei pressi di Strada della Repubblica.